# Tracy-Gletscher
Der Tracy-Gletscher ist ein Gletscher an der Knox-Küste des ostantarktischen Wilkeslands. Er fließt in nördlicher Richtung zum Shackleton-Schelfeis, das er 6 km südwestlich des Kap Elliott erreicht.
Der US-amerikanische Kartograf Gardner Dean Blodgett kartierte ihn 1955 anhand von Luftaufnahmen der US-amerikanischen Operation Highjump (1946–1947). Das Advisory Committee on Antarctic Names benannte ihn 1955 nach Leutnant Lloyd W. Tracy, Pilot der United States Navy bei der US-amerikanischen Operation Windmill (1947–1948), der dabei an der Errichtung astronomischer Beobachtungsstationen von der Kaiser-Wilhelm-II.-Küste bis zur Budd-Küste beteiligt war.